# 포르투갈 여자 축구 국가대표팀
포르투갈 여자 축구 국가대표팀은 포르투갈을 대표하는 여자 축구 대표팀으로 포르투갈 축구 협회에서 관리하고 있다. 남자 대표팀과 달리 여자 대표팀은 전력이 약한 편이며 1981년 10월 24일 프랑스와의 국제 경기 데뷔전에서 0-0 무승부를 기록했다.

## 국제 대회 경력

### FIFA 여자 월드컵
2023년 대회를 통해 사상 첫 여자 월드컵 본선에 오른 후 본선에서 미국, 베트남, 네덜란드를 상대로 비록 E조 3위로 조별리그에서 탈락했으나 2차전에서 베트남을 꺾고 1승 1무 1패·조별리그 탈락 16팀 중 3위의 비교적 좋은 성적을 거두며 대회를 마무리했다.

### UEFA 유럽 여자 축구 선수권 대회
UEFA 여자 유로 2017을 통해 사상 첫 메이저 대회 본선 진출에 성공했고 이후 본선 D조에서 잉글랜드, 스페인, 스코틀랜드를 상대로 3경기에서 1승 2패·조 최하위에 머물렀으나 조별리그 2차전에서 스코틀랜드를 2-1로 꺾고 여자 유로 대회 첫 승을 신고했다. 그 후 UEFA 여자 유로 2022 예선 플레이오프에서 러시아에 패했음에도 불구하고 우크라이나 침공의 여파로 러시아가 FIFA와 UEFA로부터 출전 금지 징계 조치를 받으면서 UEFA 여자 유로 2022에서 2회 연속 유로 대회 본선에 오르는 행운을 얻었으나 이 대회에서도 1무 2패·조 최하위의 초라한 성적에 머무르며 조별리그 탈락의 고배를 마셨다. 

### 알가르브컵
자국에서 27번 열린 알가르브컵에 모두 출전하여 이 가운데 2018년 대회에서 3위에 입상하면서 모든 국제 대회를 통틀어 가장 좋은 성적을 남겼다.

## 성적

### FIFA 여자 월드컵
| FIFA 여자 월드컵 기록 | FIFA 여자 월드컵 기록 | FIFA 여자 월드컵 기록 | FIFA 여자 월드컵 기록 | FIFA 여자 월드컵 기록 | FIFA 여자 월드컵 기록 | FIFA 여자 월드컵 기록 | FIFA 여자 월드컵 기록 | FIFA 여자 월드컵 기록 |                           | 지역 예선 기록            | 지역 예선 기록            | 지역 예선 기록            | 지역 예선 기록            | 지역 예선 기록            | 지역 예선 기록 |
| 년도                  | 단계                  | 순위                  | 전                    | 승                    | 무                    | 패                    | 득                    | 실                    | 전                        | 승                        | 무                        | 패                        | 득                        | 실                        |                |
| --------------------- | --------------------- | --------------------- | --------------------- | --------------------- | --------------------- | --------------------- | --------------------- | --------------------- | ------------------------- | ------------------------- | ------------------------- | ------------------------- | ------------------------- | ------------------------- | -------------- |
| 1991                  | 불참                  | 불참                  | 불참                  | 불참                  | 불참                  | 불참                  | 불참                  | 불참                  | 1991년 UEFA 여자 챔피언쉽 | 1991년 UEFA 여자 챔피언쉽 | 1991년 UEFA 여자 챔피언쉽 | 1991년 UEFA 여자 챔피언쉽 | 1991년 UEFA 여자 챔피언쉽 | 1991년 UEFA 여자 챔피언쉽 |                |
| 1995                  | 지역 예선 탈락        | 지역 예선 탈락        | 지역 예선 탈락        | 지역 예선 탈락        | 지역 예선 탈락        | 지역 예선 탈락        | 지역 예선 탈락        | 지역 예선 탈락        | UEFA 여자 유로 1995       | UEFA 여자 유로 1995       | UEFA 여자 유로 1995       | UEFA 여자 유로 1995       | UEFA 여자 유로 1995       | UEFA 여자 유로 1995       |                |
| 1999                  | 지역 예선 탈락        | 지역 예선 탈락        | 지역 예선 탈락        | 지역 예선 탈락        | 지역 예선 탈락        | 지역 예선 탈락        | 지역 예선 탈락        | 지역 예선 탈락        | 6                         | 2                         | 0                         | 4                         | 4                         | 15                        |                |
| 2003                  | 지역 예선 탈락        | 지역 예선 탈락        | 지역 예선 탈락        | 지역 예선 탈락        | 지역 예선 탈락        | 지역 예선 탈락        | 지역 예선 탈락        | 지역 예선 탈락        | 6                         | 1                         | 1                         | 4                         | 4                         | 26                        |                |
| 2007                  | 지역 예선 탈락        | 지역 예선 탈락        | 지역 예선 탈락        | 지역 예선 탈락        | 지역 예선 탈락        | 지역 예선 탈락        | 지역 예선 탈락        | 지역 예선 탈락        | 8                         | 0                         | 0                         | 8                         | 4                         | 31                        |                |
| 2011                  | 지역 예선 탈락        | 지역 예선 탈락        | 지역 예선 탈락        | 지역 예선 탈락        | 지역 예선 탈락        | 지역 예선 탈락        | 지역 예선 탈락        | 지역 예선 탈락        | 8                         | 4                         | 0                         | 4                         | 17                        | 10                        |                |
| 2015                  | 지역 예선 탈락        | 지역 예선 탈락        | 지역 예선 탈락        | 지역 예선 탈락        | 지역 예선 탈락        | 지역 예선 탈락        | 지역 예선 탈락        | 지역 예선 탈락        | 10                        | 4                         | 0                         | 6                         | 19                        | 21                        |                |
| 2019                  | 지역 예선 탈락        | 지역 예선 탈락        | 지역 예선 탈락        | 지역 예선 탈락        | 지역 예선 탈락        | 지역 예선 탈락        | 지역 예선 탈락        | 지역 예선 탈락        | 8                         | 3                         | 2                         | 3                         | 22                        | 8                         |                |
| 2023                  | 조별 리그             | 조별 리그             | 3                     | 1                     | 1                     | 1                     | 2                     | 1                     | 13                        | 10                        | 1                         | 2                         | 34                        | 12                        |                |
| Total                 | Total                 | 1/9                   | 3                     | 1                     | 1                     | 1                     | 2                     | 1                     | 59                        | 24                        | 4                         | 31                        | 104                       | 138                       |                |

*Draws include knockout matches decided via penalty shoot-out.

### 올림픽 축구
- 1996년 ~ 2024년: 예선 탈락

### UEFA 유럽 여자 축구 선수권 대회
- 1984년: 예선 탈락
- 1987년 ~ 1993년: 불참
- 1995년 ~ 2013년: 예선 탈락
- 2017년: 조별 리그
- 2022년: 조별 리그
- 2025년: 조별 리그

## 같이 보기
- 포르투갈 축구 국가대표팀